# Sornfelli
A Sornfelli egy hegy Feröer Streymoy nevű szigetén, Tórshavntól 15 km-re északnyugatra. Magassága 749 m. A hegyen egy radarállomás és egy meteorológiai állomás található; a csúcs a nagyközönség számára nem megközelíthető. A hegytető gyér növényzete főként mohákból áll.

## Radarállomás
A Dániával és a NATO-val folytatott 1959-es tárgyalások eredményeképpen radarállomást létesítettek a hegy tetején, amely a mjørkadaluri dán katonai támaszpont irányítása alá tartozott. A radar 1963. augusztus 26-án kezdte meg a működést. Magát a hegycsúcson található radart egy 6 km-es hegyi út (ebből 3,6 km szerpentin) köti össze a hegy keleti oldalán, 200 m magasságban fekvő adminisztratív és ellátó épületekkel. A radart 2007. január 1-jén leállították.

## Meteorológiai állomás
A hegytető közelében 1999-ben meteorológiai állomást létesítettek 725 m magasságban. Az állomás együttműködik a katonai bázissal.